# Craig Henderson
Craig Charles Glendinning Henderson (* 24. Juni 1987 in Lower Hutt) ist ein neuseeländischer Fußballspieler.

## Vereinskarriere
Henderson gewann zweimal die neuseeländische Jugendmeisterschaft und kam in der Saison 2004/05 als Spieler von Team Wellington in der New Zealand Football Championship mehrfach zum Einsatz, bevor er 2006 zum Studium in die Vereinigten Staaten ging, wo er für das dortige Fußballteam des Dartmouth College spielte. 2008 wurde er als bester Spieler der Ivy League geehrt, 2009 war er Kapitän seines Collegeteams. Mit dem Ende seiner Collegelaufbahn nach vier Jahren wechselte er Anfang 2010 zum schwedischen Erstligaaufsteiger Mjällby AIF. In der Saisonvorbereitung erlitt Henderson einen Kreuzbandriss und fällt für mehrere Monate aus.

## Nationalmannschaft
Henderson durchlief sämtliche neuseeländische Jugendnationalmannschaften. Mit der U-20-Auswahl nahm er 2007 an der Junioren-Weltmeisterschaft in Kanada teil und bildete dort in den ersten beiden Spielen gemeinsam mit Jeremy Brockie die Sturmspitze. 2008 gehörte zum Aufgebot für das olympische Fußballturnier in China; Henderson kam dabei in allen drei Vorrundenpartien im rechten Mittelfeld zum Einsatz, schied mit seiner Mannschaft aber wie bereits bei der U-20-WM ein Jahr zuvor in der Gruppenphase aus.
Von Nationaltrainer Ricki Herbert wurde der Offensivspieler im Februar 2010 für ein anstehendes Freundschaftsspiel gegen Mexiko erstmals in den Kader der A-Nationalelf berufen, musste aufgrund seines im Training bei Mjällby erlittenen Kreuzbandrisses allerdings absagen.